# Maurice Pialat, l'amour existe
Pour plus de détails, voir Fiche technique et Distribution.
Maurice Pialat, l'amour existe est un documentaire français réalisé par Jean-Pierre Devillers et Anne-Marie Faux, sorti en 2007.

## Synopsis
Regards sur la vie et l'œuvre de Maurice Pialat, à partir de documents, témoignages et extraits de films.

## Fiche technique
- Titre : Maurice Pialat, l'amour existe
- Réalisation : Jean-Pierre Devillers et Anne-Marie Faux
- Scénario : Anne-Marie Faux
- Photographie : Stéphane Bion
- Montage : Virginie Parrot
- Son : Stéphane Christophe, Antoine Mazan et Arnaud Montand
- Montage son : Gilles Benardeau
- Production : Les Films du Worso - Gaumont
- Distribution : Bodega Films
- Pays d'origine :  France
- Genre : documentaire
- Durée : 81 minutes
- Date de sortie : France - 30 mai 2007

## Distribution
- Gérard Depardieu (voix)

## Sélections
- Festival de Cannes 2007 (sélection « Cannes Classics »)
- Festival international du film de La Rochelle 2007